# SMS Eber (1887)

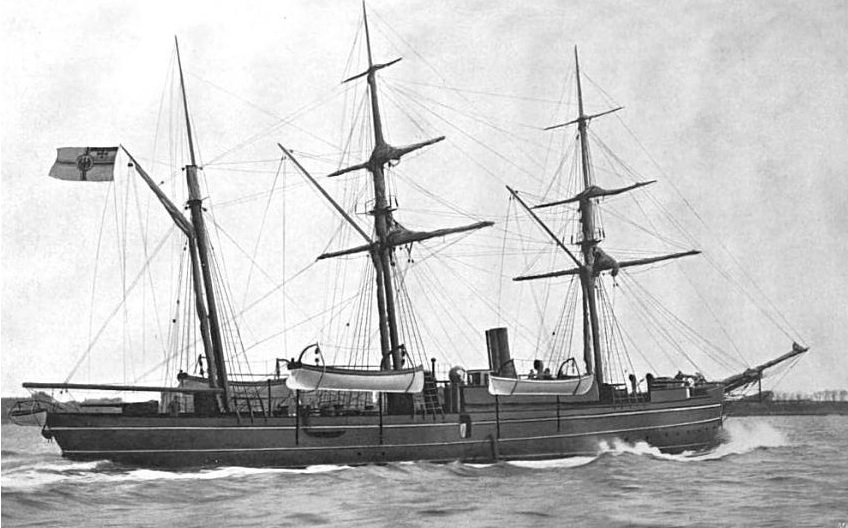
Vue de la SMS Eber

La SMS Eber est une canonnière de la Marine impériale allemande qui fut lancée le 15 février 1887 à Kiel. Elle était destinée aux missions d'outremer.

## Historique
La SMS Eber (ce qui signifie « sanglier » en français) est construite par le chantier naval impérial de Kiel pour un coût de 734 000 marks et lancée le 15 février 1887, après avoir été baptisée par le vice-amiral von Wickede, commandant en chef de la base navale de la Baltique. Elle entre en service le 25 septembre suivant et elle est affectée aux mers du Sud et à la défense des intérêts de l'Empire colonial allemand naissant.
Elle quitte Kiel le 10 novembre 1887 et atteint Cooktown, au nord de l'Australie, au bout de 131 jours. Elle a navigué en partie à voile et a connu plusieurs pannes. Elle s'est arrêtée dans quarante-neuf ports. Le 24 avril 1888, elle atteint enfin la baie d'Apia aux îles Samoa. Le commandant de bord, le capitaine-lieutenant Bethge, malade, avait dû être débarqué et remplacé par le premier officier de quart, le lieutenant de vaisseau Emsmann. La canonnière part à la fin de juillet en voyage officiel pour la Nouvelle-Guinée allemande et les îles Mariannes. Elle doit participer au retour de l'ordre à cause de quelques rébellions locales et au meurtre d'un représentant de l'administration allemande, jusqu'à la fin du mois de novembre. Le lieutenant Emsmann hisse le drapeau impérial à Nauru, le 2 octobre 1888. Pendant ce temps, des navires de la flotte américaine livrent des armes aux indigènes et surveillent les opérations allemandes par le biais de leurs missions protestantes.
La SMS Eber retourne à Apia le 22 novembre et accueille son nouveau commandant de bord, le capitaine-lieutenant Eugen Wallis. La crise des Samoa entre les flottes allemande, britannique et américaine bat alors son plein. Des navires américains, les USS Trenton, USS Vandalia et USS Nipsic se dirigent aussi vers la baie d'Apia, ainsi que le navire britannique, le HMS Calliope. La SMS Eber, quant à elle, est accompagnée des SMS Adler et SMS Olga. Les Anglo-américains sont en faveur d'un chef de tribu d'une île voisine, Mataafa Josefo (1832-1912), qui pousse à la rébellion contre les compagnies de plantations allemandes. Du côté allemand, 220 soldats sont chargés du retour à l'ordre. Seize Allemands (dont un fusilier marin de la Eber) sont tués et vingt-sept sont sévèrement blessés pendant le combat qui a lieu le 18 décembre à Vailele. Quatre semaines plus tard, le consulat allemand d'Apia est détruit par les flammes. Les navires anglo-saxons sont à proximité et mouillent dans la baie d'Apia, la SMS Eber a le temps de faire l'aller-retour à Auckland pour envoyer une dépêche à Berlin. Son retour à la baie d'Apia lui est fatal. Un cyclone tropical en effet traverse les îles Samoa à la mi-mars. Tous les navires sont ancrés dans la baie, qu'ils estiment être protectrice.

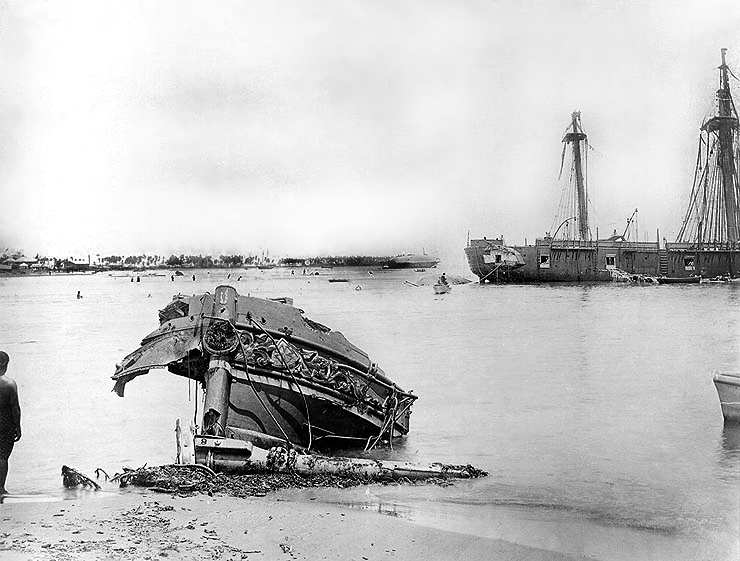
Morceau d'épave de la SMS Eber, à droite l'épave du USS Trenton

Le cyclone, qui arrive le 16 mars à Apia, est dévastateur. Seul le HMS Calliope, qui possède des moteurs puissants, parvient à sortir de la baie. Les autres bateaux sont soit projetés contre la barrière de corail, soit jetés les uns contre les autres. La Eber a jeté trois ancres et pousse ses machines à fond en affrontant les vagues et le vent déchaîné. Elle est finalement projetée à terre. Soixante-treize membres d'équipage, dont le commandant de bord, trouvent la mort. Seulement quatre hommes d'équipage et un officier survivent à la catastrophe (cinq hommes de l'équipage se trouvaient à terre pour défendre le consulat allemand). Le rivage, lorsque la tempête s'éteint, est jonché d'épaves. Deux cents marins ont été tués. La SMS Olga est le seul bâtiment à ne pas avoir été totalement détruit et repartira après réparations. En attendant, les survivants sont évacués vers Sydney.
La Marine impériale décide de la construction du croiseur SMS Condor (de la classe Bussard) pour remplacer la canonnière.

## Données techniques
- Longueur: 51,7 m
- Largeur: 8 m
- Tirant d'eau: 3,8 m
- Déplacement: 582 tonnes, maximum: 735 tonnes
- Équipage: 81 hommes

## Source
- (de) Cet article est partiellement ou en totalité issu de l’article de Wikipédia en allemand intitulé « SMS Eber (1887) » (voir la liste des auteurs).